# تلمبه شماره سه دادگاه انقلاب
تلمبه شماره سه دادگاه انقلاب، یک آبادی از توابع بخش شهداد، شهرستان کرمان در استان کرمان ایران است.

## جمعیت
این آبادی در دهستان تکاب قرار دارد و براساس سرشماری مرکز آمار ایران در سال ۱۳۹۵، خالی از سکنه دائم بوده‌است.